# Countdown (serie televisiva 2010)
Countdown (Countdown - Die Jagd beginnt) è una serie televisiva tedesca prodotta dalla Filmpool Film- und Fernsehproduktion dal 2010 al 2012 ed è il remake della serie televisiva spagnola Countdown.
Protagonisti sono gli attori Sebastian Ströbel e Chiara Schoras. Nel cast figurano inoltre Oliver Stritzel, Andreas Windhuis e Anne Diemer.
La serie si compone di tre stagioni, di otto episodi ciascuna.
In Germania, la serie è stata trasmessa sull'emittente televisiva RTL: il primo episodio fu trasmesso il 14 gennaio 2010, l'ultimo il 2 marzo 2012. In Italia la serie è trasmessa da Rai 2 il lunedì o il martedì in prima serata ed è andata in onda per la prima volta 1º agosto 2011.

## Descrizione
La serie è ambientata a Colonia: protagonista delle vicende è una squadra speciale della LKA (Landeskriminalamt), diretta da Jan Brenner (Sebastian Ströbel), affiancato in missione da Leonie Bongartz (Chiara Schoras). Completano la squadra il Commissario Mario Falck (st. 1) e il Commissario Capo Klaus Frings.

## Episodi
| Stagione         | Episodi | Prima TV Germania | Prima TV Italia |
| ---------------- | ------- | ----------------- | --------------- |
| Prima stagione   | 8       | 2010              | 2011-2012       |
| Seconda stagione | 8       | 2011              | 2012-2013       |
| Terza stagione   | 8       | 2012              | 2013            |